# Tipsport Hockey Cup 2010
Tipsport Hockey Cup 2010 je hokejový turnaj konající se v roce 2010. Pohár začíná 6. srpna a končí 10. září. Účastní se ho týmy O2 Extraligy a 1. ligy.

## Skupiny

### Skupina A
| Poř. | Tým                      | Z | V | VP | PP | P | VG | OG | B |
| ---- | ------------------------ | - | - | -- | -- | - | -- | -- | - |
| 1.   | Orli Znojmo              | 4 | 3 | 0  | 0  | 1 | 10 | 5  | 9 |
| 2.   | SK Horácká Slavia Třebíč | 4 | 2 | 0  | 0  | 2 | 8  | 15 | 6 |
| 3.   | HC Sparta Praha          | 4 | 2 | 0  | 0  | 2 | 11 | 10 | 6 |
| 4.   | HC Mountfield            | 4 | 1 | 1  | 0  | 2 | 13 | 12 | 5 |
| 5.   | HC Eaton Pardubice       | 4 | 1 | 0  | 1  | 2 | 16 | 16 | 4 |

| 6. srpna 2010 17:00 | HC Eaton Pardubice | 4:6 (2:1, 0:3, 2:2) | HC Sparta Praha | Zimní stadion Kotlina, Havlíčkův Brod Návštěvnost: 1 150 |  |

| Report       |              |          |                |                                                     |
| Adam Svoboda | Adam Svoboda | Brankáři | Tomáš Pöpperle | Rozhodčí: Jan Hribik Čároví: Milan Kis Radim Prchal |
| 16 min       | 16 min       | Tresty   | 10 min         | Rozhodčí: Jan Hribik Čároví: Milan Kis Radim Prchal |
| 29           | 29           | Střely   | 30             | Rozhodčí: Jan Hribik Čároví: Milan Kis Radim Prchal |

| 8. srpna 2010 17:00 | HC Sparta Praha | 3:2 (0:0, 1:0, 2:2) | HC Mountfield | Zimní stadion Beroun, Beroun Návštěvnost: 642 |  |

| Report |        |          |             |                                                              |
|        |        | Brankáři | Jakub Kovář | Rozhodčí: Vladimír Šindler Čároví: Tomáš Pešek David Jelínek |
| 12 min | 12 min | Tresty   | 12 min      | Rozhodčí: Vladimír Šindler Čároví: Tomáš Pešek David Jelínek |

| 9. srpna 2010 18:00 | HC Sparta Praha | 1:2 (1:1, 0:0, 0:1) | Orli Znojmo | Zimní stadion Beroun, Beroun Návštěvnost: 400 |  |

| Report        |               |          |               |                                                           |
| Filip Novotný | Filip Novotný | Brankáři | Ondřej Kacetl | Rozhodčí: Štěpán Souček Čároví: Lukáš Bejček Petr Charvát |
| 16 min        | 16 min        | Tresty   | 14 min        | Rozhodčí: Štěpán Souček Čároví: Lukáš Bejček Petr Charvát |
| 33            | 33            | Střely   | 20            | Rozhodčí: Štěpán Souček Čároví: Lukáš Bejček Petr Charvát |

| 10. srpna 2010 17:30 | HC Mountfield | 6:3 (2:1, 3:0, 1:2) | SK Horácká Slavia Třebíč | Budvar aréna, České Budějovice |  |

| Report                    |                           |          |             |                                                             |
| Jakub Kovář, Šimon Hrubec | Jakub Kovář, Šimon Hrubec | Brankáři | Radek Fiala | Rozhodčí: Vladimír Pešina Čároví: Milan Jindra Evžen Kostka |

| 12. srpna 2010 17:30 | Orli Znojmo | 3:1 (1:0, 1:0, 1:1) | HC Mountfield | Hostan Arena, Znojmo Návštěvnost: 1 116 |  |

| Report         |                |          |             |                                                           |
| Luboš Horčička | Luboš Horčička | Brankáři | Jakub Kovář | Rozhodčí: Petr Blecha Čároví: Daniel Reich Přemysl Skopal |
| 20 min         | 20 min         | Tresty   | 24 min      | Rozhodčí: Petr Blecha Čároví: Daniel Reich Přemysl Skopal |
| 25             | 25             | Střely   | 44          | Rozhodčí: Petr Blecha Čároví: Daniel Reich Přemysl Skopal |

| 16. srpna 2010 17:30 | HC Mountfield | 4:3p (1:1, 0:2, 2:0 - 1:0) | HC Eaton Pardubice | Budvar aréna, České Budějovice Návštěvnost: 597 |  |

| Report                    |                           |          |              |                                                         |
| Jakub Kovář, Šimon Hrubec | Jakub Kovář, Šimon Hrubec | Brankáři | Adam Svoboda | Rozhodčí: Jiří Dvořák Čároví: Milan Jindra Michal Jílek |
| 6 min                     | 6 min                     | Tresty   | 20 min       | Rozhodčí: Jiří Dvořák Čároví: Milan Jindra Michal Jílek |
| 43                        | 43                        | Střely   | 21           | Rozhodčí: Jiří Dvořák Čároví: Milan Jindra Michal Jílek |

| 17. srpna 2010 17:30 | SK Horácká Slavia Třebíč | 2:0 (1:0, 1:0, 0:0) | Orli Znojmo | KHNP Arena, Třebíč Návštěvnost: 740 |  |

| Report      |             |          |                |                                                               |
| Radek Fiala | Radek Fiala | Brankáři | Luboš Horčička | Rozhodčí: Roman Polák Čároví: Pavel Dřínovský Jiří Chocholouš |
| 38 min      | 38 min      | Tresty   | 26 min         | Rozhodčí: Roman Polák Čároví: Pavel Dřínovský Jiří Chocholouš |
| 31          | 31          | Střely   | 27             | Rozhodčí: Roman Polák Čároví: Pavel Dřínovský Jiří Chocholouš |

| 24. srpna 2010 17:30 | SK Horácká Slavia Třebíč | 2:1 (0:0, 2:1, 0:0) | HC Sparta Praha | KHNP Arena, Třebíč Návštěvnost: 1 750 |  |

| Report      |             |          |               |                                                             |
| Radek Fiala | Radek Fiala | Brankáři | Filip Novotný | Rozhodčí: Antonín Jeřábek Čároví: Václav Guth David Rittich |
| 12 min      | 12 min      | Tresty   | 12 min        | Rozhodčí: Antonín Jeřábek Čároví: Václav Guth David Rittich |
| 18          | 18          | Střely   | 29            | Rozhodčí: Antonín Jeřábek Čároví: Václav Guth David Rittich |

| 24. srpna 2010 17:30 | Orli Znojmo | 5:1 (1:0, 2:0, 2:1) | HC Eaton Pardubice | Hostan Arena, Znojmo Návštěvnost: 1 308 |  |

| Report         |                |          |                              |                                                           |
| Luboš Horčička | Luboš Horčička | Brankáři | Adam Svoboda, Martin Růžička | Rozhodčí: Roman Polák Čároví: Daniel Reich Přemysl Skopal |
| 20 min         | 20 min         | Tresty   | 30 min                       | Rozhodčí: Roman Polák Čároví: Daniel Reich Přemysl Skopal |
| 22             | 22             | Střely   | 37                           | Rozhodčí: Roman Polák Čároví: Daniel Reich Přemysl Skopal |

| 26. srpna 2010 18:00 | HC Eaton Pardubice | 8:1 (2:1, 3:1, 3:0) | SK Horácká Slavia Třebíč | ČEZ Arena Pardubice, Pardubice Návštěvnost: 600 |  |

| Report         |                |          |             |                                                        |
| Martin Růžička | Martin Růžička | Brankáři | Radek Fiala | Rozhodčí: Jaroslav Kubeš Čároví: Jan Čížek Jan Padevět |
| 8 min          | 8 min          | Tresty   | 8 min       | Rozhodčí: Jaroslav Kubeš Čároví: Jan Čížek Jan Padevět |
| 45             | 45             | Střely   | 12          | Rozhodčí: Jaroslav Kubeš Čároví: Jan Čížek Jan Padevět |

### Skupina B
| Poř. | Tým                    | Z | V | VP | PP | P | VG | OG | B |
| ---- | ---------------------- | - | - | -- | -- | - | -- | -- | - |
| 1.   | BK Mladá Boleslav      | 4 | 3 | 0  | 0  | 1 | 15 | 8  | 9 |
| 2.   | Bílí Tygři Liberec     | 4 | 3 | 0  | 0  | 1 | 10 | 5  | 9 |
| 3.   | HC GEUS OKNA Kladno    | 4 | 1 | 1  | 0  | 2 | 8  | 9  | 5 |
| 4.   | HC Slovan Ústečtí Lvi  | 4 | 1 | 0  | 1  | 2 | 8  | 9  | 4 |
| 5.   | HC VCES Hradec Králové | 4 | 1 | 0  | 0  | 3 | 8  | 18 | 3 |

| 6. srpna 2010 | Bílí Tygři Liberec | 3 : 1           | HC GEUS OKNA Kladno |  |
| 17:00         | Bílí Tygři Liberec | (0:0, 2:0, 1:1) | HC GEUS OKNA Kladno |  |

| Souhrn zápasu | Souhrn zápasu | Souhrn zápasu | Souhrn zápasu | Souhrn zápasu |
| ------------- | ------------- | ------------- | ------------- | ------------- |
|               |               |               |               |               |

| 10. srpna 2010 | HC GEUS OKNA Kladno | 3 : 4           | HC VCES Hradec Králové |  |
| 17:30          | HC GEUS OKNA Kladno | (0:0, 1:2, 2:2) | HC VCES Hradec Králové |  |

| Souhrn zápasu | Souhrn zápasu | Souhrn zápasu | Souhrn zápasu | Souhrn zápasu |
| ------------- | ------------- | ------------- | ------------- | ------------- |
|               |               |               |               |               |

| 10. srpna 2010 | BK Mladá Boleslav | 4 : 2           | HC Slovan Ústečtí Lvi |  |
| 17:30          | BK Mladá Boleslav | (2:0, 1:2, 1:0) | HC Slovan Ústečtí Lvi |  |

| Souhrn zápasu | Souhrn zápasu | Souhrn zápasu | Souhrn zápasu | Souhrn zápasu |
| ------------- | ------------- | ------------- | ------------- | ------------- |
|               |               |               |               |               |

| 12. srpna 2010 | HC VCES Hradec Králové | 2 : 7           | BK Mladá Boleslav |  |
| 18:00          | HC VCES Hradec Králové | (2:4, 0:3, 0:0) | BK Mladá Boleslav |  |

| Souhrn zápasu | Souhrn zápasu | Souhrn zápasu | Souhrn zápasu | Souhrn zápasu |
| ------------- | ------------- | ------------- | ------------- | ------------- |
|               |               |               |               |               |

| 12. srpna 2010 | Bílí Tygři Liberec | 2 : 0           | HC Slovan Ústečtí Lvi |  |
| 17:00          | Bílí Tygři Liberec | (0:0, 0:0, 2:0) | HC Slovan Ústečtí Lvi |  |

| Souhrn zápasu | Souhrn zápasu | Souhrn zápasu | Souhrn zápasu | Souhrn zápasu |
| ------------- | ------------- | ------------- | ------------- | ------------- |
|               |               |               |               |               |

| 17. srpna 2010 | HC Slovan Ústečtí Lvi | 5 : 1           | HC VCES Hradec Králové |  |
| 18:00          | HC Slovan Ústečtí Lvi | (1:1, 2:0, 2:0) | HC VCES Hradec Králové |  |

| Souhrn zápasu | Souhrn zápasu | Souhrn zápasu | Souhrn zápasu | Souhrn zápasu |
| ------------- | ------------- | ------------- | ------------- | ------------- |
|               |               |               |               |               |

| 19. srpna 2010 | HC GEUS OKNA Kladno | 2 : 1           | BK Mladá Boleslav |  |
| 17:30          | HC GEUS OKNA Kladno | (0:0, 0:1, 2:0) | BK Mladá Boleslav |  |

| Souhrn zápasu | Souhrn zápasu | Souhrn zápasu | Souhrn zápasu | Souhrn zápasu |
| ------------- | ------------- | ------------- | ------------- | ------------- |
|               |               |               |               |               |

| 24. srpna 2010 | HC Slovan Ústečtí Lvi | 1 : 2 v prodloužení   | HC GEUS OKNA Kladno |  |
| 18:00          | HC Slovan Ústečtí Lvi | (1:1, 0:0, 0:0 - 0:1) | HC GEUS OKNA Kladno |  |

| Souhrn zápasu | Souhrn zápasu | Souhrn zápasu | Souhrn zápasu | Souhrn zápasu |
| ------------- | ------------- | ------------- | ------------- | ------------- |
|               |               |               |               |               |

| 24. srpna 2010 | HC VCES Hradec Králové | 1 : 3           | Bílí Tygři Liberec |  |
| 18:00          | HC VCES Hradec Králové | (0:0, 0:2, 1:1) | Bílí Tygři Liberec |  |

| Souhrn zápasu | Souhrn zápasu | Souhrn zápasu | Souhrn zápasu | Souhrn zápasu |
| ------------- | ------------- | ------------- | ------------- | ------------- |
|               |               |               |               |               |

| 26. srpna 2010 | BK Mladá Boleslav | 3 : 2           | Bílí Tygři Liberec |  |
| 17:30          | BK Mladá Boleslav | (0:1, 2:0, 1:1) | Bílí Tygři Liberec |  |

| Souhrn zápasu | Souhrn zápasu | Souhrn zápasu | Souhrn zápasu | Souhrn zápasu |
| ------------- | ------------- | ------------- | ------------- | ------------- |
|               |               |               |               |               |

### Skupina C
| Poř. | Tým                     | Z | V | VP | PP | P | VG | OG | B |
| ---- | ----------------------- | - | - | -- | -- | - | -- | -- | - |
| 1.   | HC Plzeň 1929           | 4 | 3 | 0  | 0  | 1 | 15 | 8  | 9 |
| 2.   | HC Slavia Praha         | 4 | 3 | 0  | 0  | 1 | 10 | 8  | 9 |
| 3.   | KLH Chomutov            | 4 | 2 | 0  | 0  | 2 | 15 | 13 | 6 |
| 4.   | HC Energie Karlovy Vary | 4 | 2 | 0  | 0  | 2 | 10 | 10 | 6 |
| 5.   | HC BENZINA Litvínov     | 3 | 0 | 0  | 0  | 4 | 2  | 13 | 0 |

| 10. srpna 2010 | HC Plzeň 1929 | 4 : 1           | KLH Chomutov |  |
| 17:30          | HC Plzeň 1929 | (3:0, 1:1, 0:0) | KLH Chomutov |  |

| Souhrn zápasu | Souhrn zápasu | Souhrn zápasu | Souhrn zápasu | Souhrn zápasu |
| ------------- | ------------- | ------------- | ------------- | ------------- |
|               |               |               |               |               |

| 10. srpna 2010 | HC BENZINA Litvínov | 0 : 1           | HC Energie Karlovy Vary |  |
| 17:30          | HC BENZINA Litvínov | (0:0, 0:0, 0:1) | HC Energie Karlovy Vary |  |

| Souhrn zápasu | Souhrn zápasu | Souhrn zápasu | Souhrn zápasu | Souhrn zápasu |
| ------------- | ------------- | ------------- | ------------- | ------------- |
|               |               |               |               |               |

| 12. srpna 2010 | HC Slavia Praha | 1 : 3           | HC Plzeň 1929 | ZS Eden |
| 17:30          | HC Slavia Praha | (1:1, 0:1, 0:1) | HC Plzeň 1929 |         |

| Souhrn zápasu | Souhrn zápasu | Souhrn zápasu | Souhrn zápasu                  | Souhrn zápasu                         |
| ------------- | ------------- | ------------- | ------------------------------ | ------------------------------------- |
|               | Svoboda 11'   |               | 8' Hvila 34' Kracík 47' Tvrdík | Diváků: 600 Rozhodčí: Miroslav Jebavý |

| 17. srpna 2010 | HC BENZINA Litvínov | 0 : 2           | HC Slavia Praha |  |
| 17:30          | HC BENZINA Litvínov | (0:1, 0:0, 0:1) | HC Slavia Praha |  |

| Souhrn zápasu | Souhrn zápasu | Souhrn zápasu | Souhrn zápasu | Souhrn zápasu |
| ------------- | ------------- | ------------- | ------------- | ------------- |
|               |               |               |               |               |

| 17. srpna 2010 | HC Energie Karlovy Vary | 3 : 6           | KLH Chomutov |  |
| 18:00          | HC Energie Karlovy Vary | (1:3, 2:1, 0:2) | KLH Chomutov |  |

| Souhrn zápasu | Souhrn zápasu | Souhrn zápasu | Souhrn zápasu | Souhrn zápasu |
| ------------- | ------------- | ------------- | ------------- | ------------- |
|               |               |               |               |               |

| 19. srpna 2010 | HC Slavia Praha | 2 : 1           | HC Energie Karlovy Vary | ZS Eden |
| 17:30          | HC Slavia Praha | (1:0, 1:1, 0:0) | HC Energie Karlovy Vary |         |

| Souhrn zápasu | Souhrn zápasu          | Souhrn zápasu | Souhrn zápasu | Souhrn zápasu |
| ------------- | ---------------------- | ------------- | ------------- | ------------- |
|               | Růžička 3' Svoboda 26' |               | 22' Hruška    |               |

| 19. srpna 2010 | HC Plzeň 1929 | 6 : 1           | HC BENZINA Litvínov |  |
| 17:30          | HC Plzeň 1929 | (1:0, 3:0, 2:1) | HC BENZINA Litvínov |  |

| Souhrn zápasu | Souhrn zápasu | Souhrn zápasu | Souhrn zápasu | Souhrn zápasu |
| ------------- | ------------- | ------------- | ------------- | ------------- |
|               |               |               |               |               |

| 24. srpna 2010 | HC Energie Karlovy Vary | 5 : 2           | HC Plzeň 1929 |  |
| 18:00          | HC Energie Karlovy Vary | (0:0, 2:1, 3:1) | HC Plzeň 1929 |  |

| Souhrn zápasu | Souhrn zápasu | Souhrn zápasu | Souhrn zápasu | Souhrn zápasu |
| ------------- | ------------- | ------------- | ------------- | ------------- |
|               |               |               |               |               |

| 24. srpna 2010 | KLH Chomutov | 4 : 5           | HC Slavia Praha |  |
| 17:30          | KLH Chomutov | (2:1, 2:4, 0:0) | HC Slavia Praha |  |

| Souhrn zápasu | Souhrn zápasu                           | Souhrn zápasu | Souhrn zápasu                                      | Souhrn zápasu |
| ------------- | --------------------------------------- | ------------- | -------------------------------------------------- | ------------- |
|               | Jíra 14' Duda 19' Kraft 29' Skořepa 32' |               | 17' Svoboda 21', 40' Štefanka 27' Micka 29' Branda |               |

| 26. srpna 2010 | KLH Chomutov | 4 : 1           | HC BENZINA Litvínov |  |
| 17:30          | KLH Chomutov | (1:0, 1:1, 2:0) | HC BENZINA Litvínov |  |

| Souhrn zápasu | Souhrn zápasu | Souhrn zápasu | Souhrn zápasu | Souhrn zápasu |
| ------------- | ------------- | ------------- | ------------- | ------------- |
|               |               |               |               |               |

### Skupina D
| Poř. | Tým                | Z | V | VP | PP | P | VG | OG | B  |
| ---- | ------------------ | - | - | -- | -- | - | -- | -- | -- |
| 1.   | HC Oceláři Třinec  | 4 | 3 | 1  | 0  | 0 | 20 | 10 | 11 |
| 2.   | HC Vítkovice Steel | 4 | 3 | 0  | 0  | 1 | 11 | 8  | 9  |
| 3.   | HC Kometa Brno     | 4 | 2 | 0  | 0  | 2 | 8  | 10 | 6  |
| 4.   | PSG Zlín           | 4 | 1 | 0  | 1  | 2 | 12 | 14 | 4  |
| 5.   | HC Olomouc         | 4 | 0 | 0  | 0  | 4 | 10 | 19 | 0  |

| 6. srpna 2010 | HC Olomouc | 3 : 4           | HC Vítkovice Steel |  |
| 18:00         | HC Olomouc | (2:0, 1:2, 0:2) | HC Vítkovice Steel |  |

| Souhrn zápasu | Souhrn zápasu | Souhrn zápasu | Souhrn zápasu | Souhrn zápasu |
| ------------- | ------------- | ------------- | ------------- | ------------- |
|               |               |               |               |               |

| 10. srpna 2010 | PSG Zlín | 5 : 1           | HC Olomouc |  |
| 18:00          | PSG Zlín | (1:0, 2:1, 2:0) | HC Olomouc |  |

| Souhrn zápasu | Souhrn zápasu | Souhrn zápasu | Souhrn zápasu | Souhrn zápasu |
| ------------- | ------------- | ------------- | ------------- | ------------- |
|               |               |               |               |               |

| 10. srpna 2010 | HC Oceláři Třinec | 3 : 1           | HC Kometa Brno |  |
| 17:00          | HC Oceláři Třinec | (2:1, 0:0, 1:0) | HC Kometa Brno |  |

| Souhrn zápasu | Souhrn zápasu                                                   | Souhrn zápasu | Souhrn zápasu     | Souhrn zápasu |
| ------------- | --------------------------------------------------------------- | ------------- | ----------------- | ------------- |
|               | 7. Adamský (Květoň) 16. Mc Gregor (Lefebvre) 60. Polák (Varaďa) |               | 20. Huml (Mojžíš) |               |

| 11. srpna 2010 | HC Olomouc | 4 : 7           | HC Oceláři Třinec |  |
| 18:00          | HC Olomouc | (0:1, 3:2, 1:4) | HC Oceláři Třinec |  |

| Souhrn zápasu | Souhrn zápasu                                                                  | Souhrn zápasu | Souhrn zápasu | Souhrn zápasu |
| ------------- | ------------------------------------------------------------------------------ | ------------- | --- | ------------- |
|               | 28. Smejkal (Haas) 28. Pekr (Zbořil) 40. Řípa (Černý) 54. Haas (Meidl, Coufal) |               | 3. Vágner (Lojek, Peterek) 21. Květoň (Hrabal, Cartelli) 25. Zíb (Cartelli, Adamský) 42. Polák (Polanský, Varaďa) 48. Zíb (Peterek, Květoň) 50. Kohn (Bonk) 60. Zíb (Cartelli) |               |

| 12. srpna 2010 | HC Vítkovice Steel | 3 : 1           | PSG Zlín |  |
| 17:00          | HC Vítkovice Steel | (1:0, 2:0, 1:0) | PSG Zlín |  |

| Souhrn zápasu | Souhrn zápasu | Souhrn zápasu | Souhrn zápasu | Souhrn zápasu |
| ------------- | ------------- | ------------- | ------------- | ------------- |
|               |               |               |               |               |

| 17. srpna 2010 | HC Oceláři Třinec | 4 : 0           | HC Vítkovice Steel |  |
| 17:00          | HC Oceláři Třinec | (0:0, 1:0, 3:0) | HC Vítkovice Steel |  |

| Souhrn zápasu | Souhrn zápasu                                                                      | Souhrn zápasu | Souhrn zápasu | Souhrn zápasu |
| ------------- | ---------------------------------------------------------------------------------- | ------------- | ------------- | ------------- |
|               | 25. Havel (Zíb) 45. Růžička (Kohn, Květoň) 52. Lefebvre (Mc Gregor) 57. Bonk (Zíb) |               |               |               |

| 17. srpna 2010 | HC Olomouc | 2 : 3           | HC Kometa Brno |  |
| 18:00          | HC Olomouc | (0:1, 1:1, 1:1) | HC Kometa Brno |  |

| Souhrn zápasu | Souhrn zápasu | Souhrn zápasu | Souhrn zápasu | Souhrn zápasu |
| ------------- | ------------- | ------------- | ------------- | ------------- |
|               |               |               |               |               |

| 18. srpna 2010 | PSG Zlín | 5 : 6 po sam. nájezdech | HC Oceláři Třinec |  |
| 18:00          | PSG Zlín | (1:3, 2:2, 2:0 - 0:0)   | HC Oceláři Třinec |  |

| Souhrn zápasu | Souhrn zápasu                                                                                                | Souhrn zápasu | Souhrn zápasu | Souhrn zápasu |
| ------------- | --- | ------------- | --- | ------------- |
|               | 8. Důras (Sýkora) 24. Čech (Finsterle) 25. Köhler (Leška, Balaštík) 50. Sivák (Kubiš, Záhorovský) 60. Köhler |               | 7. Vrba (Rangl, Polanský) 11. Lojek (Bonk, Polák) 18. Kohn (Bonk) 33. Lojek (Kania, Bonk) 36. Kohn (Květoň, Zíb) rozhodující sam.nájezd proměnil David Květoň |               |

| 19. srpna 2010 | HC Vítkovice Steel | 4 : 0           | HC Kometa Brno |  |
| 17:00          | HC Vítkovice Steel | (1:0, 2:0, 1:0) | HC Kometa Brno |  |

| Souhrn zápasu | Souhrn zápasu | Souhrn zápasu | Souhrn zápasu | Souhrn zápasu |
| ------------- | ------------- | ------------- | ------------- | ------------- |
|               |               |               |               |               |

| 24. srpna 2010 | HC Kometa Brno | 4 : 1           | PSG Zlín |  |
| 18:00          | HC Kometa Brno | (1:0, 2:0, 1:1) | PSG Zlín |  |

| Souhrn zápasu | Souhrn zápasu | Souhrn zápasu | Souhrn zápasu | Souhrn zápasu |
| ------------- | ------------- | ------------- | ------------- | ------------- |
|               |               |               |               |               |

## Vyřazovací část
|  | Semifinále        | Semifinále    |      |  | Finále      | Finále |  |
|  |                   |               |      |  |             |        |  |
|  |                   |               |      |  |             |        |  |
|  | Orli Znojmo       | 2             |      |  |             |        |  |
|  | BK Mladá Boleslav | 1             |      |  |             |        |  |
|  |                   |               |      |  |             |        |  |
|  |                   |               |      |  |             |        |  |
|  |                   |               |      |  | Orli Znojmo | 2      |  |
|  |                   | HC Plzeň 1929 | 3 PP |  |             |        |  |
|  |                   |               |      |  |             |        |  |
|  |                   |               |      |  |             |        |  |
|  |                   |               |      |  |             |        |  |
|  |                   |               |      |  |             |        |  |
|  | HC Plzeň 1929     | 3             |      |  |             |        |  |
|  | HC Oceláři Třinec | 1             |      |  |             |        |  |

### Semifinále
| 31. srpna 2010 | BK Mladá Boleslav | 1 : 2 po samostatných nájezdech | Orli Znojmo | Metrostav Aréna |
| 17:05          | BK Mladá Boleslav | 0:0, 0:0, 1:1 - 0:0             | Orli Znojmo |                 |

| Souhrn zápasu | Souhrn zápasu | Souhrn zápasu | Souhrn zápasu                          | Souhrn zápasu                                     |
| ------------- | ------------- | ------------- | -------------------------------------- | ------------------------------------------------- |
|               | Boháč 52'     |               | 55' Beroun rozhodující nájezd Hradecký | Diváků: 1800 Rozhodčí: Antonín Jeřábek Jan Hribík |

| 1. září 2010 | HC Plzeň 1929 | 3 : 1           | HC Oceláři Třinec |  |
| 17:05        | HC Plzeň 1929 | (0:0, 2:1, 1:0) | HC Oceláři Třinec |  |

| Souhrn zápasu | Souhrn zápasu                     | Souhrn zápasu | Souhrn zápasu | Souhrn zápasu |
| ------------- | --------------------------------- | ------------- | ------------- | ------------- |
|               | Heřman 27' Vlasák 39' Lammers 45' |               | 34' McGregor  |               |

### Finále
| 10. září 2010 | HC Plzeň 1929 | 3 : 2 PP            | Orli Znojmo |  |
| 17:05         | HC Plzeň 1929 | 0:0, 0:1, 2:1 - 1:0 | Orli Znojmo |  |

| Souhrn zápasu | Souhrn zápasu                            | Souhrn zápasu | Souhrn zápasu         | Souhrn zápasu                          |
| ------------- | ---------------------------------------- | ------------- | --------------------- | -------------------------------------- |
|               | Johnson 42' Heřman 48' Martin Straka 62' |               | 37' Hradecký 60' Vrba | Diváků: 3 432 Rozhodčí: Fraňo, Jeřábek |